# もう少し
「もう少し」（もうすこし）は、Kiroroの14枚目のシングル。2004年1月21日発売。発売元はビクターエンタテインメント。

## 解説
- 2003年10月 - 2007年6月までテレビ朝日系『土曜ワイド劇場』共通エンディングテーマ。
- 「もう少し」「好きな人」「逢いたい」はファンの間で恋愛三部作と呼ばれる曲であるが、CD化は「もう少し」が最も遅かった。

## 収録曲
編曲:重実徹
1. もう少し
  - 作詞・作曲：玉城千春
2. 夢の中
  - 作詞・作曲：金城綾乃